# Ancient Dreams in a Modern Land
Ancient Dreams in a Modern Land –en español: «Sueños antiguos en una tierra moderna»– es el quinto álbum de estudio de la cantautora británica Marina, publicado mundialmente el 11 de junio de 2021 por el sello discográfico Atlantic Records.

## Antecedentes y desarrollo
A finales de julio de 2019, dos meses después del lanzamiento de la última parte de Love + Fear, Marina afirmó que había comenzado a desarrollar su quinto álbum de estudio; también, en una publicación de Instagram, pidió a sus seguidores que le comentaran quiénes eran sus artistas, productoras y compositoras favoritas del momento. Posteriormente explicó que estaba en búsqueda de personal femenino para la creación del proyecto, ya que «sentía la necesidad» de ayudar a mujeres a contar sus historias, y que estas además representaran las ideas de las cuales le «gustaba hablar» en sus canciones. Pese a ello, la cantante decidió que al igual que había hecho en Froot (2015), se encargaría de la composición por sí misma; detalló que en su disco anterior optó por auxiliarse de diferentes personas dada la inseguridad y depresión que en ese momento sintió, pero, aclaró que aún deseaba reunirse con colaboradoras femeninas y que se sentía «mucho más segura y mi vida está más balanceada [...] Me siento en control». En enero de 2020, comentó que se encontraba en la ciudad de París escribiendo canciones, además compartió algunos fragmentos de maquetas que había estado elaborando. Simultáneamente, anunció las fechas de una gira musical llamada de forma provisional Inbetweenie Tour, que, según la intérprete, se desarrollaría en el período de transición de una era a otra, y aseguró que, debido a la inusualidad del concepto: «cualquier cosa podría suceder». Sin embargo, después de que empezara el confinamiento por la pandemia de COVID-19, los conciertos tuvieron que ser cancelados. Dicha etapa, sirvió a Marina para seguir ocupándose en el álbum, y no fue hasta agosto de ese año, que declaró que estaba por terminar el proceso de escritura. Durante el transcurso de ese año y principios del siguiente, la cantante continuó revelando pequeños adelantos de temas, entre ellos, uno titulado «Happy Loner», al igual que otros como «Flowers» y «Purge the Poison», que posteriormente figurarían en la lista de canciones final. En noviembre, tras el lanzamiento de «Man's World», la artista señaló que la pista definitivamente indicaba la dirección que tomaría con el trabajo:

El disco es sorprendente [en cuanto al] sonido. Se siente abundante y cálido. Temáticamente es en definitiva sociopolítico, pero tiene un mensaje muy amplio respecto a los temas de los cuales estoy hablando. Todo es muy heterogéneo. La forma en la que compongo ya no es conceptual. Solo [se trata sobre lo] que está pasando en ese momento [...] No he finalizado mi nuevo álbum, pero prácticamente ya acabé de escribirlo, y estoy en el proceso de terminar la producción. Es un proceso muy lento para mí. El último disco fue más sobre encontrar consuelo en la naturaleza, y este—o al menos la mayor parte— es como un detrás [de escenas] de lo que está ocurriendo. Estamos en el tiempo donde hay demasiada ansiedad acerca de cómo el planeta está sufriendo. Por ello, [este disco] no viene en una forma optimista como los anteriores.

Durante una entrevista concedida por Jennifer Decilveo—una de las productoras del disco— esta explicó que ya que ella era una de las pocas productoras femeninas que había en la industria musical, eligió trabajar con Marina por el hecho de que también fuera una mujer y «hablaran el mismo lenguaje». A su vez, mostró su agrado por el mensaje que manifestaba el álbum, diciendo que «es refrescante tener a alguien con letras que van contra la corriente». Respecto a esto último, la cantante expresó que no quería que las personas interpretaran las canciones como «sermones», sino que les permitiera «reflexionar y ver qué tipos de vida estamos viviendo».

## Anuncio y lanzamiento
Inicialmente, la cantante tenía planeado dar inicio a la campaña de promoción del disco en abril de 2020 con el estreno del primer sencillo «Man's World», sin embargo, esto no sucedió debido a la pandemia de COVID-19. Un año después—el 14 de abril— de forma simultánea al lanzamiento de «Purge the Poison», Marina reveló que el nombre del trabajo sería Ancient Dreams in a Modern Land, sería publicado el 11 de junio de ese año, y contendría un total de diez pistas. Asimismo, informó que estaría disponible en versión de casete y CD, al igual que en digital y streaming.

## Recepción

### Comentarios de la crítica
En general, Ancient Dreams in a Modern Land obtuvo reseñas positivas por parte de los críticos de música. En el sitio web Metacritic acumuló 79 puntos de 100 con base en 8 reseñas profesionales, lo que indica «aclamación universal». En AnyDecentMusic? recibió 7.6 de 10, mientras que en el sitio Album of the Year registró dieciséis revisiones de críticos, lo que le dio en sumatoria 76 puntos de 100.
Jessica Fynn de la revista Clash lo calificó con 8 puntos de 10 y aseguró que «es una versión más madura y ecléctica de su gloriosamente femenino y estruendoso electropop». Red Dziri de  The Line of Best Fit le otorgó el mismo puntaje que Fynn y mencionó que el «dinamismo vocal [de Marina] se traduce particularmente bien en [canciones] orientadas al rock, donde su registro cambiante se abre paso a través de golpes de bombo cautivadores y maliciosos riffs de guitarra»; además destacó que «a pesar de su relativamente corta duración, dos álbumes distintos parecen estar peleando por la atención del oyente: por un lado [la parte] épica de pop rock alternativo cargada de [temas] sociopolíticos, y en el otro, una narrativa íntima más tierna [sobre el] después del rompimiento». Nick Levine de NME le dio 4 estrellas de 5 y elogió las «melodias y ganchos vocales» de Marina. Igualmente consideró que «incluso cuando sus letras de monólogo interior amenazan con colapsar por su propio peso, son emocionantes de escuchar». Emma Goad de la revista Under the Radar lo calificó con 8 estrellas de 10 y escribió que el disco contiene «letras sobre madurez, empoderamiento femenino y autorrecuperación [llevadas] a través del electropop», a la vez que el sonido «es nostálgico, desafiante y entrañable a la vez. La primera mitad del álbum es intoxicante, es bailable y llena de energía divertida. La segunda mitad es todo desamor y baladas lentas llenas de piano». Vicky Greer del sitio Gigwise le otorgó una calificación perfecta de diez estrellas y comentó que:

Ancient Dreams in a Modern Land ve a Marina abordarlo todo: desde el patriarcado hasta el cambio climático, con una filosa lengua y música pop victoriosa [...] El álbum pasa gradualmente de ritmos rápidos hacia tempos lentos, [siendo] la primera mitad una bomba de energía [...] [Mientras que] las baladas de piano de la segunda mitad toman unas cuantas [veces escuchándolas] para realmente llegar al corazón de la letra. [...] Hay pocas estrellas como Marina que pueden encontrar el balance entre no tener filtro con su [opinión] política y a la vez crear música compleja de primer nivel. Es auténtico por encima de lo demás, después de todo, son temas sobre los cuales [ella] ha estado cantando desde el inicio de su carrera. Siempre existe la tentanción de alejarse de estos mensajes políticos, pero en lugar de incluir canciones políticas simbólicas, Marina crea una narrativa cohesiva haciendo que incluso su comentario más abierto sea profundamente personal. Realmente se siente que Ancient Dreams in a Modern Land tiene algo para cada uno. Marina nos ha mostrado una variedad de sonidos a través de los años, y hay un poco de todo aquí: desde el pop rock brillante y nostálgico de los 2000s hasta las baladas de piano más suaves, al igual que un excelente empleo de la guitarra, y la composición que es más audaz que nunca. Lo que une a todos estos elementos es un determinado sentido de empoderamiento.

Thomas H Green de The Arts Desk le dio 4 estrellas de 5 y lo describió como «una asombrosa explosión de entusiasmo y actitud [que] mezcla ritmos dance pop con tintes indie, rápidos y verbosos, inclinándose a toda clase de males contemporáneos». En una reseña más variada, Abigail Firth de la revista Dork asignó 3 estrellas de 5 y sostuvo que la diferencia de este álbum con The Family Jewels (2010) y Electra Heart (2012), era que el sonido «es tomado muy en serio» y como resultado las pistas no poseen «la misma auto-conciencia». No obstante, elogió el rendimiento vocal de Marina, al igual que las «letras juveniles» de «Purge the Poison» y las «buenas baladas de piano» como «Highly Emotional People». Sara London de Riff Magazine calificó al disco con 9 puntos de 10 y dijo que «es una meditación cargada de pop sobre el triste estado [en el que está] el mundo, de una manera que a veces es tan pegadiza que olvidarás lo oscuras que son realmente las letras». También mencionó que pistas como «Flowers», «Goodbye», «I Love You But I Love Me More» y «Pandora’s Box» son «ejemplos de la atmósfera melódica y melancólica, aún acentuada con frescos arreglos synth pop y letras auténticamente tristes» que posee el álbum. Damien Morris de The Observer le dio 3 estrellas de 5 y opinó que Ancient Dreams in a Modern Land era un «manifiesto pop anti-misoginia [que] fácilmente podría volverse torpe o exagerado», pero reconoció que «la alegría» que Marina muestra en el álbum: «hace a la sedición sonar seductora». Por el contrario, Martyn Young de la revista MusicOMH consideró que el disco carecía de dicha «alegría» presente en sus anteriores álbumes, en referencia a las «duras verdades» que exponen las pistas. Aun así, alabó los tópicos tratados en las letras de las canciones y sus melodías, y le otorgó 3 estrellas de 5. Jeffrey Davies de PopMatters valoró el trabajo con 8 puntos de 10 y aseguró que la intérprete «recupera su fuerza interior y posiblemente haya creado su obra maestra».

## Promoción
El 21 de noviembre de 2020, Marina lanzó una convocatoria para sus fanáticos estadounidenses donde les solicitaba que enviaran sus «ensayos, obras de arte, fotografías, poemas o cualquier otra forma de expresión» inspirada en el tema principal «Man's World»; para, en caso de ser elegidos, formar parte de la primera edición de Marinazine, una fanzine física de edición limitada, que sería editada con cada sencillo del álbum.

### Gira musical
El 11 de junio de 2021, tras el lanzamiento del álbum, Marina confirmó que se embarcaría en una gira titulada Ancient Dreams in a Modern Land Tour, que daría comienzo el 2 de febrero de 2022 en San Francisco (Estados Unidos). El primer anuncio incluyó un total de veintiocho fechas dividas en dos etapas: una para Norteamérica y otra para Europa, en un recorrido por distintas ciudades como Seattle, Denver, Chicago, Toronto, Nueva York, París, Mánchester, Londres, entre otras.

### Sencillos
Ancient Dreams in a Modern Land fue precedido por el lanzamiento de tres singles. El sencillo principal, "Man's World", se estrenó el 18 de noviembre de 2020, dos meses después de que Marina mostrara una canción diferente inédita titulada "Happy Loner".  Originalmente tenía la intención de lanzar "Man's World" en abril de 2020, para coincidir con su actuación en el Festival de Música y Artes de Coachella Valley, pero la cancelación del festival debido a la pandemia de COVID-19 lo impidió. Comercialmente, alcanzó las clasificaciones más bajas de las listas de descargas y ventas de la Official Charts Company, y una de las 40 listas principales en Nueva Zelandia. El video musical que lo acompaña fue dirigido por Alexandra Gavillet e inspirado en las obras neoclásicas del pintor inglés John William Godward. Las remezclas de la canción de Muna y Empress Of con Pabllo Vittar se lanzaron en enero y febrero de 2021, respectivamente.
"Purge the Poison" fue lanzado como el segundo sencillo del álbum el 14 de abril de 2021, junto con el anuncio del álbum. Anteriormente había mostrado una parte de la canción en una publicación en sus redes sociales de mayo de 2020.  Su video musical debutó durante el mismo día, presentando a Marina con una variedad de atuendos brillantes y coloridos.  Para promocionar el sencillo, Marina estableció un sitio web titulado AllMyFriendsAreWitches.com, donde los fanáticos podían recibir actualizaciones de noticias sobre el álbum. Una versión alternativa de la canción, con un nuevo verso de Nadezhda Tolokonnikova de Pussy Riot, fue lanzada el 5 de mayo.
Marina mostró un fragmento de la canción principal del álbum en su cuenta de Twitter el 11 de mayo de 2021, antes de anunciar que se convertiría en el tercer sencillo del álbum. Fue lanzado el 19 de mayo, coincidiendo con la noticia de que Marina participará en un concierto de transmisión en vivo, Ancient Dreams: Live from the Desert, programado para ser transmitido del 12 al 13 de junio de 2021.
"Happy Loner", originalmente una canción inédita, fue lanzada por Diamandis el 3 de diciembre de 2021 para promover la versión deluxe de su álbum, que fue lanzado el 7 de enero de 2022.

## Lista de canciones
Todas las canciones escritas y compuestas por Marina Diamandis. 
| Ancient Dreams in a Modern Land |                                   |                          |          |  |
| N.º                             | Título                            | Producción por:          | Duración |  |
| 1.                              | «Ancient Dreams in a Modern Land» | James Flannigan Marina   | 3:26     |  |
| 2.                              | «Venus Fly Trap»                  | Flannigan Marina         | 2:39     |  |
| 3.                              | «Man's World»                     | Jennifer Decilveo Marina | 3:27     |  |
| 4.                              | «Purge the Poison»                | Decilveo Flannigan*      | 3:17     |  |
| 5.                              | «Highly Emotional People»         | Flannigan                | 3:34     |  |
| 6.                              | «New America»                     | Flannigan Marina         | 3:53     |  |
| 7.                              | «Pandora's Box»                   | Flannigan Marina         | 3:32     |  |
| 8.                              | «I Love You But I Love Me More»   | Decilveo                 | 3:44     |  |
| 9.                              | «Flowers»                         | Flannigan                | 3:54     |  |
| 10.                             | «Goodbye»                         | Flannigan                | 4:43     |  |
| 36:09                           |                                   |                          |          |  |

| Versión Deluxe |                                                  |                 |          |  |
| N.º            | Título                                           | Producción por: | Duración |  |
| 11.            | «Happy Loner»                                    | Flannigan       | 3:13     |  |
| 12.            | «Pink Convertible»                               | Decilveo        | 3:41     |  |
| 13.            | «Free Woman»                                     | Flannigan       | 3:39     |  |
| 14.            | «Venus Fly Trap» (demo version)                  |                 | 2:36     |  |
| 15.            | «Ancient Dreams in a Modern Land» (demo version) |                 | 3:24     |  |
| 52:43          |                                                  |                 |          |  |

Notas
- (*) Denota productor vocal.

## Posicionamiento en listas
| País (Lista 2021)                          | Mejor posición |
| ------------------------------------------ | -------------- |
| Alemania (Offizielle Top 100 Album-Charts) | 43             |
| Australia (ARIA Top 50 Albums)             | 38             |
| Austria (Ö3 Austria Top 75 Longplay)       | 29             |
| Bélgica Flandes (Ultratop Albums Top 200)  | 74             |
| Bélgica Valonia (Ultratop Albums Top 200)  | 97             |
| Escocia (Scottish Albums Chart)            | 19             |
| España (Top 100 Álbumes)                   | 54             |
| Estados Unidos (Billboard 200)             | 94             |
| Finlandia (Suomen virallinen albumilista)  | 33             |
| Irlanda (Irish Albums Chart)               | 26             |
| Lituania (Albumų Top 100)                  | 51             |
| Nueva Zelanda (Top 40 Albums)              | 40             |
| Reino Unido (Official Albums Chart)        | 17             |
| Suiza (Hitparade Alben Top 100)            | 21             |